# Municipio de Liberty (condado de Ouachita)
El municipio de Liberty (en inglés: Liberty Township) es un municipio ubicado en el condado de Ouachita en el estado estadounidense de Arkansas. En el año 2010 tenía una población de 67 habitantes y una densidad poblacional de 0,71 personas por km².

## Geografía
El municipio de Liberty se encuentra ubicado en las coordenadas 33°35′38″N 93°3′37″O / 33.59389, -93.06028. Según la Oficina del Censo de los Estados Unidos, el municipio tiene una superficie total de 95 km², de la cual 94,63 km² corresponden a tierra firme y (0,39 %) 0,37 km² es agua.

## Demografía
Según el censo de 2010, había 67 personas residiendo en el municipio de Liberty. La densidad de población era de 0,71 hab./km². De los 67 habitantes, el municipio de Liberty estaba compuesto por el 62,69 % blancos, el 34,33 % eran afroamericanos, el 1,49 % eran de otras razas y el 1,49 % eran de una mezcla de razas. Del total de la población el 0 % eran hispanos o latinos de cualquier raza.